# Dorcel TV
Dorcel TV est une chaîne de télévision payante pour adultes diffusée dans toute l'Europe via la télévision numérique par câble et par satellite. Appartenant à la société Marc Dorcel, elle propose essentiellement des films pornographiques et est diffusée par satellite, câble et xDSL. Le 13 juin 2019, Dorcel TV obtient deux autres déclinaisons : Dorcel XXX, qui diffuse des films pornographiques hard, et Dorcel TV Africa, qui diffuse des films pornographiques Black. Le logo de Dorcel XXX est le même que celui de ses sœurs, la mention "XXX" étant ajoutée au logo et la mention "TV" étant supprimée.

## Identité visuelle (logo)

Logo de Dorcel TV depuis 2012

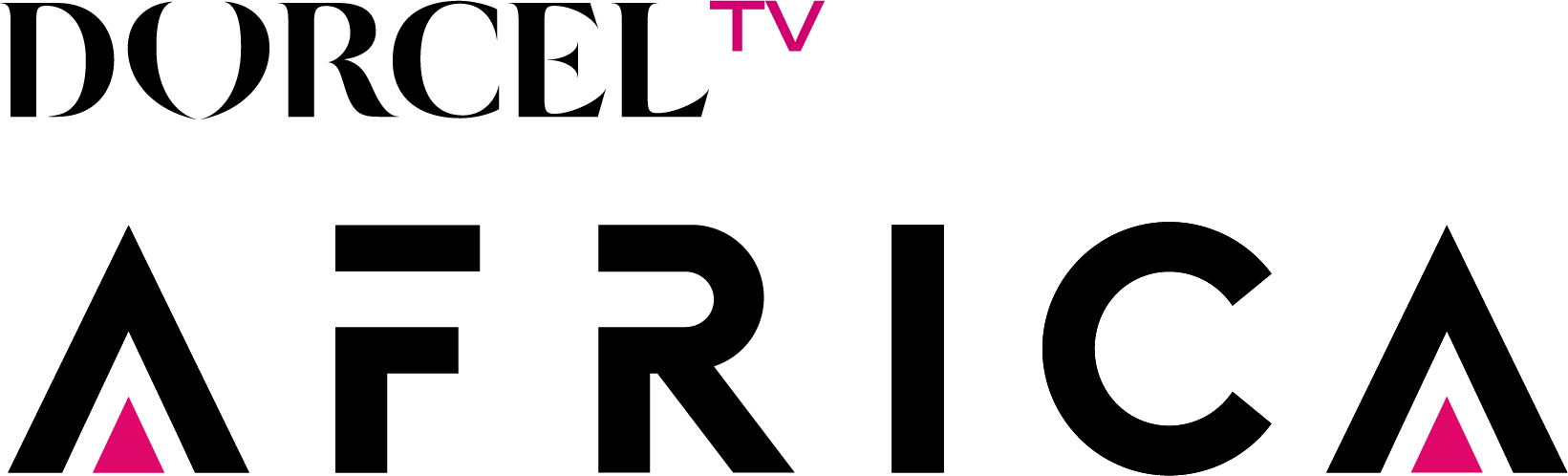
Logo de Dorcel TV Africa depuis le 13 juin 2019

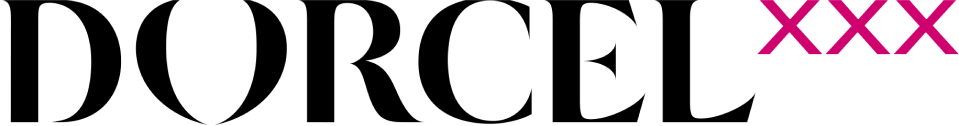
Logo de Dorcel XXX depuis le 13 juin 2019